# Harudes
Els harudes (en llatí harudes) eren una tribu germànica que formava part dels aliats del sueu Ariovist en la seva guerra contra Juli Cèsar.
Uns vint-i-quatre mil harudes van entrar a la Gàl·lia i es van establir allí. Es pensa que podrien ser el mateix poble que Claudi Ptolemeu anomena carudes (Χαροῦδες) i que segons aquest autor habitaven el Quersonès címbric (Jutlàndia). Els harudes també es mencionen a la Res Gestae Divi Augusti.